# Kleinrinderfeld
Kleinrinderfeld est une commune d'Allemagne située dans le land de Bavière, dans l'arrondissement de Wurtzbourg, en Basse-Franconie. Kleinrinderfeld est jumelé avec la commune de Normandie Colleville-Montgomery en France.